# James Gentle
James Cuthbert Gentle (n.  Brookline, Massachusetts el 21 de julio de 1904 - m. Filadelfia, Pensilvania, el 22 de mayo de 1986) fue un futbolista, jugador de hockey sobre césped y soldado estadounidense. Entre sus logros deportivos se encuentran haber representado a los Estados Unidos en la Copa Mundial de Fútbol de 1930 y haber obtenido la medalla de bronce en hockey sobre césped en los Juegos Olímpicos de Los Ángeles de 1932. Como soldado, Gentle luchó en la Campaña de Italia en la Segunda Guerra Mundial.

## Juventud
Gentle nació en Brookline, Massachusetts en las afueras de Boston. Creció en su pueblo natal y estudió en la Escuela Secundaria de Brookline. En 1922 entró a la Universidad de Pensilvania, en donde jugó al fútbol americano en su segundo año. Se cambió al fútbol y atletismo para sus siguientes tres años y obtuvo el honor de ser nombrado al Primer Equipo de la División I en 1924 y 1925.  Gentle se graduó de la Wharton School con un título en economía en 1926. economics in 1926. Siempre fue activo en el gobierno estudiantil, llegando a ser presidente de su clase y miembro del club Mask and Wig.

## Trayectoria futbolística

### Como jugador
Cuando estudiaba en Penn, Gentle jugó un partido para el equipo profesional de los Boston Soccer Club de la American Soccer League. Luego de su graduación, Gentle fichó con el Philadelphia Field Club. En 1930, Gentle fue convocado a la selección nacional de los Estados Unidos para jugar la Copa Mundial de Fútbol de 1930. Además de ser uno de los delanteros del equipo, Gentle también fue el intérprete oficial de la delegación, ya que era la única persona que hablaba español fluido.

#### Participaciones en Copas del Mundo
| Mundial                        | Sede    | Resultado    |
| ------------------------------ | ------- | ------------ |
| Copa Mundial de Fútbol de 1930 | Uruguay | Tercer lugar |

### Como entrenador
En 1935, Haverford College contrató a Gentle para dirigir a su equipo de fútbol. En seis temporadas con el equipo, Gentle consiguió un récord de 39-26-3 y dos títulos de la Mid-American Conference.
En 1986, Gentle fue inducido al Salón de la Fama.

## Ejército
Gentle se unió a las Reservas del Ejército en 1931. Cuando los Estados Unidos entraron a la Segunda Guerra Mundial, Gentle fue asignado al 36.º Regimiento de Infantería. Su unidad fue desplegada en el teatro europeo y luchó en Salerno, las montañas detrás de Monte Casino. También participó en otra batalla en el río Gari en Italia. Finalmente, el regimiento se unió a las fuerzas del General Patton mientras avanzaban a lo largo de Europa y hacia Renania. Al final de la guerra, Gentle, ya para ese entonces un mayor, fue nombrado oficial de comercio e industria de los Estados Unidos en la zona de ocupación estadounidense de Alemania. se retiró del ejército en 1956 con el rango de coronel.

## Otras actividades
Gentle fue miembro del equipo de hockey sobre césped que obtuvo una medalla de bronce en los Juegos Olímpicos de 1932 en Los Ángeles.
Más adelante, Gentle se interesaría en el golf y se convertiría en miembro del International Team of the American Senior Golf Association. Murió en Philadelphia en 1986.